# Gheorghe Hagi
Gheorghe „Gică“ Hagi (Ausspracheⓘ, * 5. Februar 1965 in Săcele, Kreis Constanța) ist ein ehemaliger rumänischer Fußballspieler sowie aktueller -trainer und Sportfunktionär.
Hagi zählt zu den besten offensiven Mittelfeldspielern der 1980er und 1990er Jahre und gilt als größter Spieler der rumänischen Fußballgeschichte. In seinem Heimatland erhielt er siebenmal die Auszeichnung als Fußballer des Jahres. Mit 125 Länderspielen war er vorübergehend Rekordnationalspieler und ist aktueller Rekordtorschütze (35 Tore). Obwohl er auf Vereinsebene sowohl für Real Madrid und den FC Barcelona aktiv war, feierte Hagi seine größten Erfolge mit Steaua Bukarest und Galatasaray Istanbul. Pelé setzte den hitzköpfigen Spielmacher 2004 auf die Liste der FIFA 100. Nach seiner aktiven Laufbahn wurde Hagi Eigentümer des FC Viitorul Constanța und führte den Klub 2017 als Trainer zum Meistertitel.

## Jugend
Gheorghe Hagi wurde am 5. Februar 1965 in Săcele geboren, einem Dorf in der Dobrudscha (Kreis Constanța). Die Sozialistische Republik Rumänien galt als das „Armenhaus Europas“, und Hagi wuchs in äußerst bescheidenen Verhältnissen auf. Seine Eltern, Chirata und Iancu Hagi, sind aromunischer Abstammung; der Vater war ein einfacher Schuhmacher. Als Kind verbrachte „Gică“ (Kurzform für Gheorghe) viel Zeit mit seinem Großvater und dessen Schafherde. 1975 begann Hagi beim FC Constanța mit dem organisierten Jugendfußball, und Trainer Iosif Bükössy erwies sich als wichtigster Förderer. Bükössy war es auch, der den jungen Hagi wegen seiner angeblichen körperlichen Schwäche heimlich in die Kantine der Profis zum Essen schickte. Fünf Jahre später wählte der rumänische Fußballverband die besten Talente des Landes aus, um an der Luceafărul-Fußballschule in Bukarest weiter ausgebildet zu werden. Hagi zählte zu den ausgewählten Spielern, kehrte jedoch 1982 zu seinem Heimatverein nach Constanța zurück.

## Vereinskarriere

### FC Constanța
Zur Saison 1982/83 rückte Hagi in den Kader der Seniorenmannschaft auf und debütierte am 11. September 1982 in der Divizia A (0:3-Niederlage gegen den SC Bacău). Der 17-Jährige deutete sein herausragendes spielerisches Potential mit sieben Toren in 18 Einsätzen an, konnte jedoch den Abstieg des Provinzklubs als Tabellenletzter nicht verhindern.

### Sportul Studențesc
Hagi blieb der Gang in die Zweitklassigkeit erspart. Auf Druck des neostalinistischen Ceaușescu-Regimes wechselte er 1983 nicht zu Universitatea Craiova, sondern zu Sportul Studențesc. Gleichzeitig begann er an der Universität Bukarest ein Studium in Betriebswirtschaftslehre. Gemeinsam mit erfahrenen Spielern wie Gino Iorgulescu, Mircea Sandu und Marcel Coraș prägte das temperamentvolle Ausnahmetalent die kommenden Jahre seines neuen Klubs und hatte maßgeblichen Anteil daran, dass sich Sportul in der Spitzengruppe der Liga etablierte. Die Mannschaft schaffte 1985/86 mit der Vizemeisterschaft die beste Platzierung der Vereinsgeschichte und qualifizierte sich für den UEFA-Pokal. Hagi war mittlerweile Nationalspieler und hatte sich zu einem torgefährlichen Spielmacher entwickelt, der sich durch seine herausragende Schusstechnik auszeichnete. Beim 5:0-Auswärtssieg über Dinamo Bukarest am 31. Mai 1985 erzielte er vier Tore, und im Europapokal gegen Neuchâtel Xamax (4:4) gelang ihm ein Hattrick. Zweimal in Folge wurde Hagi nationaler Torschützenkönig (1984/85: 20 Tore; 1985/86: 31 Tore) und erhielt 1985 erstmals die Auszeichnung als Rumäniens Fußballer des Jahres.

### Steaua Bukarest
Aufgrund der zentralen Steuerung des Sports mussten kleine Vereine ihre besten Spieler regelmäßig an die Spitzenklubs abgeben, und in der Winterpause der Saison 1986/87 wechselte Hagi zum Serienmeister Steaua Bukarest. Der amtierende Europapokalsieger der Landesmeister bereitete sich auf den UEFA Super Cup gegen Dynamo Kiew vor, und die ursprüngliche Vereinbarung sah vor, dass Hagi lediglich für dieses Spiel verpflichtet werden sollte. In eben diesem Finale am 24. Februar 1987 erzielte Hagi per Freistoß den 1:0-Siegtreffer und war der umjubelte Matchwinner. Der Armeeklub war das sportliche Aushängeschild Rumäniens und galt faktisch als Privatverein der Herrscherfamilie, der eine Sonderstellung für sich beanspruchte. Vereinspräsident Valentin Ceaușescu (Sohn des Diktators) entschied, dass der 22-jährige Hagi nicht wie geplant zu Sportul zurückkehren dürfe, sondern dauerhaft zu Steaua wechseln müsse. Trainer der Mannschaft war Anghel Iordănescu, und mit Tudorel Stoica, Miodrag Belodedici, Gavril Balint, Ștefan Iovan, Marius Lăcătuș und Victor Pițurcă gehörten zahlreiche rumänische Nationalspieler zum Kader. Hagi, der 1987 erstmals zum Kandidatenkreis des Ballon d’Or gehörte, fügte sich in das bestehende Mannschaftsgefüge ein und übernahm die zentrale Rolle auf dem Platz. Steaua dominierte den nationalen Fußball fast nach Belieben und blieb zwischen Juni 1986 und September 1989 in 104 Ligaspielen in Folge ungeschlagen, eine Rekordmarke, die im europäischen Vereinsfußball bis heute Bestand hat. Folgerichtig gewann Hagi mit seinem Klub jeweils dreimal in Folge die Meisterschaft (1987, 1988, 1989) und den Pokal (1987, 1988, 1989). Dabei erzielte er in 97 Ligapaspielen 76 Tore. Auch international konnte Steaua den Vereinen aus Westeuropa die Stirn bieten, und nachdem man 1988 noch im Halbfinale des Europapokals der Landesmeister gescheitert war (Hagi war mit 4 Toren Co-Torschützenkönig), erreichten sie 1989 das Finale. Dort unterlagen sie allerdings der favorisierten AC Mailand deutlich mit 0:4. Seine Auftritte im Europapokal hatten Hagi den Spitznamen „Karpaten-Maradona“ eingebracht und das Interesse finanzstarker Spitzenklubs wie der AC Mailand, Juventus Turin oder Bayern München geweckt. Juves Ehrenpräsident Gianni Agnelli bot Rumäniens Staatsführung sogar an, ein Fiat-Werk in Bukarest zu errichten, sollte Hagi im Gegenzug zur Alten Dame wechseln dürfen, doch das repressive Regime untersagte einen Transfer in das kapitalistische Ausland.

„Bei jedem Aufenthalt im Westen bekam ich Angebote. Wie gern hätte ich mich mit den Profis im Westen gemessen, mit den Großen im Fußball. Es wäre leicht gewesen, mich abzusetzen, doch das wollte ich nicht. Ich hätte meine Familie wohl nie wiedergesehen.“

Gheorghe Hagi war mittlerweile neben der Kunstturnerin Nadia Comăneci der bekannteste Sportler des Landes. Während die einfache Bevölkerung unter großer wirtschaftlicher Not, Versorgungsengpässen und Repressalien der berüchtigten Geheimpolizei Securitate litt, genoss der Staatsamateur Hagi persönliche Privilegien. Beispielsweise stellte Valentin Ceaușescu seinem Star einen Mercedes samt Chauffeur sowie eine Villa mit Swimmingpool zur Verfügung.

### Real Madrid
Die rumänische Revolution führte im Dezember 1989 zum Sturz des Ceaușescu-Regimes und zog die politische Öffnung des Landes nach sich. Der umworbene Hagi erhielt endlich die Freigabe für einen Transfer und unterschrieb am 27. Juni 1990 einen Vertrag beim spanischen Rekordmeister Real Madrid. Die Ablösesumme betrug 400 Millionen Peseten (umgerechnet acht Millionen D-Mark), womit er zu diesem Zeitpunkt der teuerste Spieler der Vereinsgeschichte war. Sein erstes Pflichtspiel bestritt er am 2. September 1990 gegen CD Castellón (1:0). Bei den Königlichen sollte Hagi die sehr erfolgreiche Phase der Quinta del Buitre fortsetzen, und man hatte ihm die Rolle des Regisseurs hinter den beiden Stürmern Emilio Butragueño und Hugo Sánchez zugedacht. Doch nicht zuletzt wegen fehlender Kontinuität auf dem Trainerposten verlief seine Premierensaison (1990/91) wenig zufriedenstellend. Hagi musste sich zunächst an den spanischen Fußball gewöhnen, und der exzentrische Ballzauberer blieb nach durchwachsenen Leistungen deutlich hinter den Erwartungen zurück. Kritiker warfen ihm mangelnde Anpassungsfähigkeit und das Phlegma, sich bei Rückschlägen dem Schicksal zu ergeben, vor. In seiner Heimat hatte der Neuzugang stets eine Ausnahmestellung genossen, die ihm einflussreiche Führungsspieler wie Emilio Butragueño, Manolo Sanchís oder Míchel nicht ohne Weiteres zugestanden. Seinen einzigen Titel, die Supercopa de España, gewann Hagi im Dezember 1990, wobei er jedoch in den beiden Finalspielen auf nur vier Minuten Einsatzzeit kam. Die erfolgsverwöhnten Madrilenen belegten am Saisonende nur den dritten Tabellenplatz, während der Erzrivale FC Barcelona die erste von vier Meisterschaften in Folge erringen konnte.
Unter dem neuen Trainer Radomir Antić präsentierte sich Hagi in der folgenden Spielzeit (1991/92) stark verbessert. In 35 Einsätzen gelangen ihm zwölf Tore, und seine wohl beste Leistung zeigte er am 22. Spieltag, als ihm beim 5:0-Sieg über Athletic Bilbao ein Hattrick gelang. Gegen CA Osasuna erzielte er aus 50 Metern Entfernung ein spektakuläres Tor per Distanzschuss. Allerdings kam auch Hagis berüchtigtes Temperament durch, und er wurde in der Rückrunde zweimal vom Platz gestellt. Real Madrid lag bis zum vorletzten Spieltag an der Tabellenspitze, verspielte jedoch durch eine überraschende 2:3-Niederlage bei CD Teneriffa den sicher geglaubten Meistertitel. Im UEFA-Pokal war die Mannschaft im Halbfinale gescheitert und verlor auch am 27. Juni 1992 das Endspiel der Copa del Rey (0:2 gegen Atlético Madrid). Hagi musste verletzungsbedingt frühzeitig ausgewechselt werden. Nach einem Jahr ohne Titelgewinn war Hagis Zeit bei Real Madrid abgelaufen, und die Vereinsführung setzte ihn vor Ablauf seines Vier-Jahres-Vertrages auf die Transferliste.

### Brescia Calcio
Im Juli 1992 wechselte Hagi vom Weltklub Real Madrid zu Brescia Calcio, einer Fahrstuhlmannschaft aus der italienischen Serie A. Die Ablösesumme lag bei acht Milliarden Lire (umgerechnet zwei Millionen Euro), und sein Spieleragent Ioan Becali konnte das gleiche Gehalt wie in Madrid aushandeln. Der ausschlaggebende Punkt für den Wechsel war allerdings Cheftrainer Mircea Lucescu, unter dem Hagi bereits in der Nationalmannschaft gespielt hatte. Lucescu setzte auf rumänische Legionäre wie Florin Răducioiu, Ioan Sabău oder Dorin Mateuț, und Hagi erhoffte sich in der italienischen Provinz einen sportlichen Neubeginn. Doch die Saison 1992/93 verlief durchwachsen, und geniale Momente wechselten sich mit seinen berüchtigten Wutausbrüchen ab. Gleich in seinem ersten Serie-A-Spiel (0:0 gegen die SSC Neapel) bekam er die Rote Karte. Trotz eines herausragenden Individualisten wie Hagi entwickelte die Offensive der Biancoazzurri zu wenig Durchschlagskraft, und der Mannschaft gelangen nur 36 Saisontore. Brescia landete auf dem 15. Tabellenplatz und musste nach einer Niederlage im Relegationsspiel gegen Udinese Calcio (1:3) in die Serie B abstiegen. Entgegen aller sportlichen Vernunft blieb Hagi in Brescia und trat mit dem Klub den Gang in die Zweitklassigkeit an. Nach anfänglich mäßigen Leistungen fand Hagi seine Form und erwies sich als der erhoffte Führungsspieler. Mit neun Ligatreffern führte der Edeltechniker seine Mannschaft 1993/94 zum sofortigen Wiederaufstieg in die höchste Spielklasse. Er geriet aber auch mit Lucescu aneinander, als er nach einer Länderspielreise verspätet zur Mannschaft zurückkehrte oder anberaumte Pressetermine ohne Grund kurzfristig absagte.

### FC Barcelona
Durch seinen herausragenden Auftritt während der Weltmeisterschaft war Hagi wieder in das Blickfeld europäischer Spitzenvereine gerückt und wechselte im Juli 1994 für umgerechnet 4,4 Millionen Euro zum FC Barcelona. Das von Johan Cruyff trainierte Starensemble war viermal in Folge spanischer Meister geworden, und Hagi sollte nach den Vorstellungen des Trainers mit Christo Stoitschkow und Romário das Herzstück der Offensive bilden. Nach einem hoffnungsvollen Start in die Saison 1994/95 und einem Doppelpack am 4. Spieltag gegen die SD Compostela hatte Hagi mit Verletzungen zu kämpfen. Er verlor seine Form und in der Rückrunde auch den Stammplatz. Auch Cruyffs Dream Team hatte seinen sportlichen Höhepunkt überschritten und belegte am Saisonende nur Rang vier. Am 28. September 1994 bestritt Hagi seine erste Partie in der UEFA-Champions League (1:2-Niederlage gegen IFK Göteborg). Auch seine zweite Barça-Spielzeit (1995/96) verlief insgesamt enttäuschend. Cruyff setzte Hagi häufig auf den Flügeln ein, und auf der ungewohnten Position konnte er die Erwartungen nur selten erfüllen. Die Mannschaft belegte in der Primera División den dritten Platz und verlor das Endspiel der Copa del Rey (0:1 gegen Atlético Madrid). Nachdem er in der Rückrunde, auch wegen disziplinarischer Vergehen, lediglich achtmal in der Liga eingesetzt worden war (kein Tor), deutete sich im Sommer 1996 sein vorzeitiger Abschied an.

### Galatasaray SK

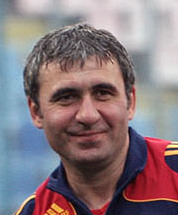
Gheorghe Hagi (2008)

Am 31. Juli 1996 wechselte der 31-jährige Hagi in die türkische Süper Lig zu Galatasaray Istanbul, und gleich in seinem ersten Ligaspiel gegen Vanspor (2:1) führte er sich mit einem Doppelpack gut ein. Nach der enttäuschenden Zeit mit Barcelona erlebte der rumänische Spielmacher eine regelrechte Leistungsexplosion und fand zu alter Formstärke zurück. Trotz seines fortgeschrittenen Alters avancierte Hagi zum absoluten Dreh- und Angelpunkt des Offensivspiels, dirigierte und führte das Team der Löwen wie kaum ein anderer. Insbesondere Torjäger Hakan Şükür profitierte ungemein von Hagis Kreativität und konnte seine Trefferquote steigern. Zweifellos hatte Hagi maßgeblichen Anteil an der erfolgreichsten Phase der Klubgeschichte und wurde mit Galatasaray viermal in Folge türkischer Meister (1996/97, 1997/98, 1998/99, 1999/00) sowie zweimal Pokalsieger (1999, 2000). Der Höhepunkt folgte am 17. Mai 2000 mit dem Gewinn des UEFA-Pokals durch einen Sieg über den FC Arsenal im Elfmeterschießen. Es war der erste Sieg eines türkischen Vereins in einem europäischen Pokalwettbewerb, und der historische Erfolg versetzte die Fans am Bosporus in einen regelrechten Ausnahmezustand. Obwohl der überragende Hagi im Endspiel nach einer Tätlichkeit an Tony Adams einen Platzverweis bekommen hatte, genoss der Comandante schon als aktiver Spieler Legendenstatus und gilt als einer der besten Spieler der Klubgeschichte. Trainer Fatih Terim erlaubte seinem Superstar, selbst zu bestimmen, wie lange er spielen wollte, und die Mannschaftskollegen tolerierten die Eigenheiten ihres exzentrischen wie brillanten Regisseurs. Bei Galatasaray spielte Hagi ab 1997 wieder mit seinem Schwager Gheorghe Popescu zusammen. Zu Beginn seiner letzten Profisaison (2000/01) gewann Hagi mit Gala den UEFA-Supercup (2:1-Sieg über Real Madrid) und wurde nochmals von seinem alten Weggefährten Mircea Lucescu trainiert. In der Champions League überstand er mit Galatasaray erstmals die Gruppenphase, scheiterte jedoch im Viertelfinale an Real Madrid. Im März 2001 erhielt Hagi nach einem seiner berüchtigten Wutausbrüche eine sechswöchige Sperre, da er den Schiedsrichter in einem Ligaspiel wüst beschimpft hatte. Nach Abschluss der Saison verkündete Hagi sein Karriereende, und der 4:0-Sieg über Trabzonspor am 26. Mai 2001 war sein letztes Spiel, wobei er sich mit einem Doppelpack standesgemäß verabschieden konnte. Insgesamt bestritt Hagi 192 Pflichtspiele für Galatasaray und brachte es dabei auf 73 Tore sowie 62 Vorlagen.
Mit einem Gala-Abschiedsspiel am 25. April 2001 verabschiedete sich Hagi vor 60.000 Zuschauern im fast ausverkauften Bukarester Nationalstadion von seinen Fans. Der geniale Linksfuß spielte mit der rumänischen Nationalmannschaft gegen eine Auswahl seiner besten Freunde und früheren Teamkollegen. Ein Höhepunkt der Veranstaltung war ein 350 Quadratmeter großes Fußballtrikot mit Hagis Rückennummer zehn, welches, getragen von drei Luftballons, durch das Stadion schwebte. Das Spektakel kostete die Sponsoren insgesamt 200.000 US-Dollar, und der Erlös kam bedürftigen Kindern aus Constanța zugute.

## Nationalmannschaft
Gheorghe Hagi debütierte am 10. August 1983 im Alter von 18 Jahren für die rumänische A-Nationalmannschaft (0:0 gegen Norwegen) und gehörte ein Jahr später zum Aufgebot für die Europameisterschaft 1984. Dort schieden die schwachen Rumänen als Tabellenletzte nach der Vorrunde aus, und Hagi hinterließ bei seinen beiden Einsätzen noch keinen bleibenden Eindruck. Nach dem Turnier wurde er unter Trainer Mircea Lucescu zu einer festen Größe und führte die Mannschaft am 16. Oktober 1985 erstmalig als Kapitän an (0:1 gegen Nordirland). Erstmals seit 20 Jahren qualifizierte sich Rumänien für eine Fußball-Weltmeisterschaft, 1990 in Italien. Dort überstand der Außenseiter überraschend die Gruppenphase. Für Hagi verlief das Turnier durchwachsen, da er das erste Spiel gesperrt fehlte und gegen Kamerun (1:2) nach einer schwachen Leistung frühzeitig ausgewechselt wurde. Am 18. Juni 1990 kam es zum Aufeinandertreffen mit Titelverteidiger Argentinien (1:1), und der überragende „Karpaten-Maradona“ stach sein berühmtes Gegenüber um Längen aus. Im Achtelfinale scheiterten die Rumänen nach Elfmeterschießen (5:4) an Irland und schieden aus.
Spätestens seit der Übernahme der Kapitänsbinde (1992) avancierte Hagi zum prägenden Akteur Rumäniens und war der unbestrittene spielerische Kopf der „Goldenen Generation.“ Er führte sein Land zur Weltmeisterschaft 1994, die seinen eigenen Aufstieg zu einem globalen Superstar markierte. Gleich im Auftaktspiel gegen hoch eingeschätzte Kolumbianer (3:1) überragte Hagi mit zwei Torvorlagen und traf selbst durch einen phänomenalen Distanzschuss von der linken Außenseite, der zu den schönsten Treffern der WM-Geschichte zählt. Trotz einer 1:4-Niederlage gegen die Schweiz wurden die Rumänen Gruppensieger und trafen im Achtelfinale auf Argentinien (3:2). Hagi machte an jenem 3. Juli 1994 vermutlich eines der besten Spiele seiner Karriere und war abermals der überragende Mann auf dem Platz. Der Regele (König) leitete durch seine Passqualitäten die rumänischen Konterangriffe ein und bereitete den Treffer von Ilie Dumitrescu mit einer genialen Aktion mustergültig vor. Hagi krönte seine Leistung in der 58. Minute mit dem Tor zum vorentscheidenden 3:1. Rumänien war zum Geheimfavoriten avanciert, scheiterte jedoch im Viertelfinale an Schweden (2:2; 4:5 i. E.) – nichtsdestotrotz bis heute die beste Platzierung des Landes bei einer WM. Für seine Leistungen (3 Tore und 4 Vorlagen in 5 Spielen) wurde Hagi in das FIFA-All-Star-Team berufen und belegte bei der Wahl zum Weltfußballer den 4. Platz.

„Keiner der Spieler aus unserer so genannten goldenen Generation wird dieses Turnier je vergessen. Ich glaube, es war die beste Leistung, die eine rumänische Nationalmannschaft je gezeigt hat. Nicht nur die Ergebnisse, sondern auch unsere beeindruckende Spielweise – der fantastische Stil unseres Fußballs.“

Im Gegensatz zur vorangegangenen WM war der Auftritt Rumäniens bei der EM 1996 eine herbe Enttäuschung. Nach drei Niederlagen schied die Mannschaft nach der Vorrunde vorzeitig aus. 1998 qualifizierte sich Rumänien zum dritten Mal in Folge für eine Weltmeisterschaft, gehörte jedoch mittlerweile zu den ältesten Mannschaften des Turniers. Trotzdem wurden sie, noch vor den favorisierten Engländern, Gruppensieger. Anschließend sorgten die Rumänen für Aufsehen, da sich alle Spieler ihre Haare blond färbten. Gegen Kroatien (0:1) folgte im Achtelfinale das Aus. Der mittlerweile 33-jährige Hagi blieb den Nachweis seiner Klasse schuldig und war von Trainer Iordănescu in drei von vier Partien ausgewechselt worden. Am 3. Juli 1998 gab er seinen Rücktritt aus der Nationalmannschaft bekannt und wies Berichte zurück, er werde ein Amt in Rumäniens Fußballverband übernehmen.
Am 8. Juni 1999 verkündete Hagi sein Comeback und kehrte in den Kreis der Nationalmannschaft zurück. Der machtbewusste und zielstrebige Superstar übernahm umgehend wieder die Rolle des unantastbaren Anführers – auch außerhalb des Platzes. Nach der gelungenen EM-Qualifikation sorgte er mit einem provokanten TV-Auftritt für den Rauswurf des ungeliebten Trainers Victor Pițurcă, der durch Hagis Mentor Emerich Jenei ersetzt wurde. Hagis letzter großer Auftritt erfolgte bei der Fußball-Europameisterschaft 2000 in Belgien und den Niederlanden. Im Viertelfinale gegen den späteren Finalisten Italien erhielt er die gelb-rote Karte. So endete seine Karriere etwas unrühmlich.
Anlässlich seines 109. Länderspiels am 22. April 1998 wurde Hagi als neuer rumänischer Rekordnationalspieler geehrt. Im Jahr 1999 entschied die FIFA jedoch, Spiele, die seit 1960 im Rahmen der Olympischen Spiele ausgetragen wurden, nicht mehr als offizielle Länderspiele anzuerkennen. Somit hatte Hagi seinen Vorgänger László Bölöni bereits mit seinem 105. Länderspiel am 30. April 1997 als rumänischen Rekordnationalspieler abgelöst. Er blieb dies bis 2005, als er von Dorinel Munteanu überholt wurde.

## Trainerkarriere

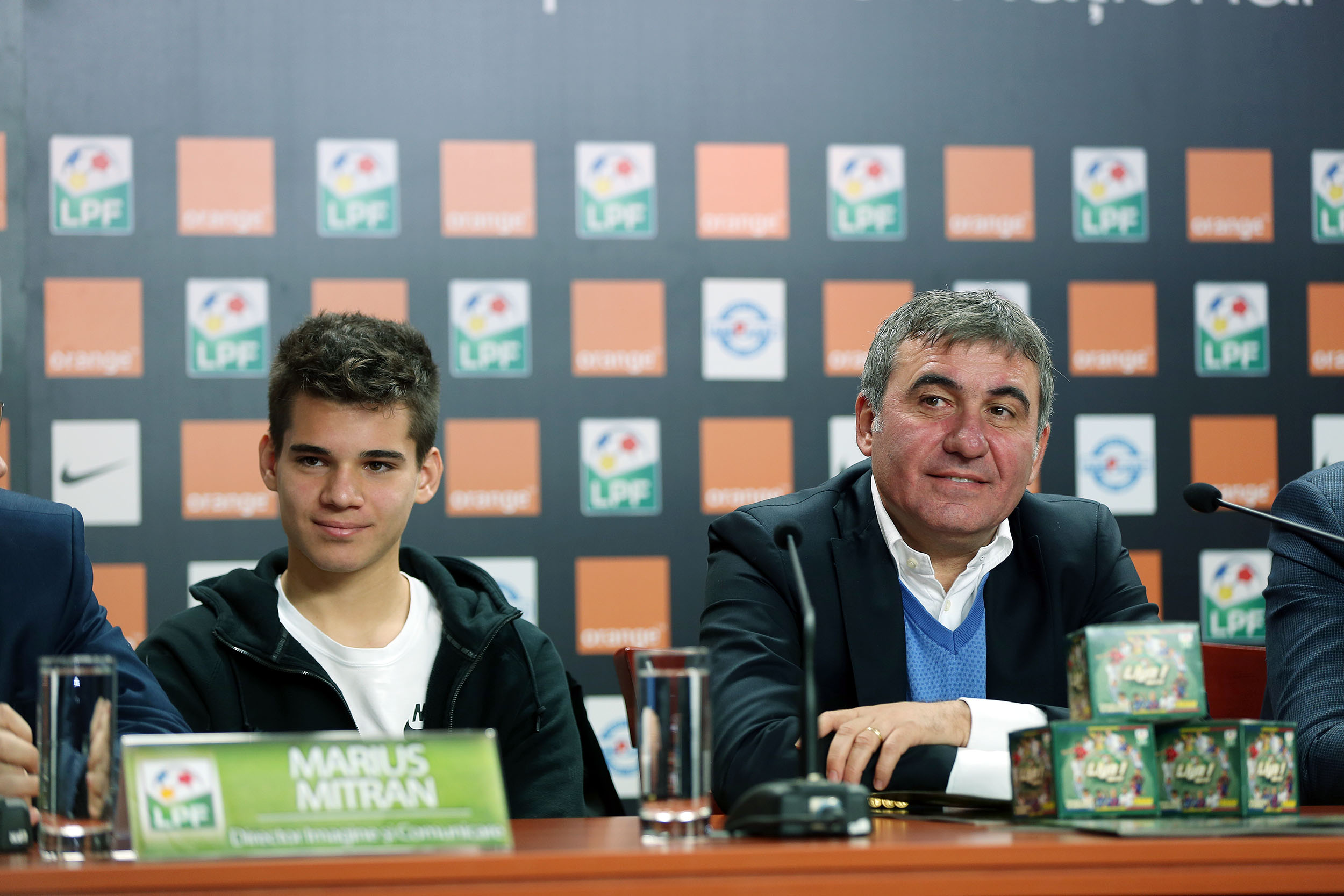
Hagi mit seinem Sohn Ianis, Profi beim FC Viitorul Constanța (2015)

Logo des FC Viitorul

Nur wenige Wochen nach Beendigung seiner aktiven Laufbahn trat Hagi zum 1. Juli 2001 den Posten als rumänischer Nationaltrainer an. Damit folgte er auf den überraschend zurückgetretenen László Bölöni und unterzeichnete einen Vertrag bis 2004. Allerdings verpasste er mit den Tricolorii die angestrebte Qualifikation für die WM 2002, und der Rekordnationalspieler trat schon am 26. November 2001 nach fünfmonatiger Amtszeit wieder zurück. Auch die anschließende Trainerstation beim türkischen Erstligisten Bursaspor legte Hagi bereits nach vier Monaten (Juli – November 2003) frühzeitig nieder. Der Klub rangierte zu diesem Zeitpunkt auf Platz 15 der Süper Lig.
Ab dem 26. März 2004 trainierte Hagi Galatasaray Istanbul, womit die „lebende Legende“ an ihre alte Wirkungsstätte zurückkehrte. Die Mannschaft belegte 2003/04 lediglich den sechsten Platz. In der Folgesaison (2004/05) führte er den Klub auf Rang drei und gewann am 11. Mai 2005, nach einem fulminanten 5:1-Sieg über den Erzrivalen Fenerbahçe Istanbul, den türkischen Pokal. Allerdings trat er trotz seines ersten Titels als Vereinstrainer nach der Spielzeit zurück, da er die direkte Qualifikation für die Champions League verpasst hatte und es zu anhaltenden Spannungen mit Präsident Özhan Canaydın gekommen war.
Während der laufenden Saison 2005/06 übernahm Hagi am 7. November 2005 den rumänischen Erstligisten FCU Politehnica Timișoara, der durch das Erdölunternehmen Balkan Petroleum finanziell gefördert wurde. Obwohl das Unternehmen für rumänische Verhältnisse viel Geld in Neuverpflichtungen investiert hatte, blieb die Mannschaft auch unter Hagi deutlich hinter den Erwartungen zurück, und nach einer Serie schlechter Ergebnisse verpassten sie die angestrebte Qualifikation für den UEFA-Pokal. Aufgrund des Misserfolgs folgte zwei Spieltage vor Saisonende seine vorzeitige Entlassung (21. Mai 2006). Hagis nächste Trainerstation trat er am 23. Juni 2007 bei seinem ehemaligen Verein Steaua Bukarest an, den er ungeschlagen durch die Qualifikation der UEFA-Champions League führte. Allerdings stand er wegen der durchwachsenen Form seiner Mannschaft in der heimischen Liga in der Kritik, und es kam zu einer Reihe von Meinungsverschiedenheiten mit Eigentümer George Becali, der die Mannschaftsaufstellung seines Trainers kritisierte, ihn für die schlechten Ergebnisse verantwortlich machte und ihm wegen „Befehlsverweigerung“ mit dem Rauswurf drohte. Hagi wiederum beklagte sich wiederholt über dessen Einmischung in die sportlichen Belange, und nach nur drei Monaten in Amt trat er am 20. September 2007 – dem Tag nach der 1:2-Auftaktniederlage in der Champions League bei Slavia Prag – zurück.
Nirgendwo war der Trainer Gheorghe Hagi nachhaltig erfolgreich. Oft, weil er nicht so arbeiten durfte, wie er sich das vorstellte, und zunächst nahm er keinen neuen Trainerjob mehr an. Stattdessen gründete er 2008 in Ovidiu die Academia de Fotbal Gheorghe Hagi, in deren Aufbau geschätzte elf Millionen Euro investiert wurden. Die Fußballakademie bedient sich eines ausgeklügelten Scouting-Systems und zählt mit ihrer Infrastruktur mittlerweile zu den modernsten und renommiertesten Einrichtungen in Südosteuropa, an der rund 300 Nachwuchstalente aus ganz Rumänien ausgebildet werden. Dabei orientiert sich Hagi an Nachwuchseinrichtungen in den Niederlanden und Johan Cruyffs Fußballphilosophie („Es war Cruyff in Barcelona, der mir beigebracht hat, was das bedeutet. Wie man angreift und verteidigt. Genau nach dieser Philosophie“). 2009 kaufte Hagi dem CS Ovidiu das Antrittsrecht für die 3. Liga ab und gründete den FC Viitorul Constanța, der dieses fortan in Anspruch nahm. Die Spieler des Klubs rekrutieren sich hauptsächlich aus Hagis Akademie, und bereits 2012 gelang der Aufstieg in die 1. Liga. Die Jugendmannschaften der Academia wurden 2011 rumänischer D-Jugend-Meister und A-Jugend-Vizemeister.
Als Nachfolger von Frank Rijkaard übernahm Hagi am 21. Oktober 2010 zum zweiten Mal den Trainerposten von Galatasaray Istanbul. Assistent war sein ehemaliger Mitspieler Tugay Kerimoğlu. Allerdings konnte Hagi den zwischenzeitlichen Absturz des Klubs auf Rang 12 nicht verhindern und wurde schon am 25. März 2011 wieder entlassen.
Nachdem sich Viitorul in Rumäniens höchster Spielklasse etablieren konnte, übernahm Hagi am 15. September 2014 selbst den Trainerposten und setzte konsequent auf Nachwuchsspieler der eigenen Akademie. Das Konzept bildet somit einen Gegenentwurf zu den anderen Erstligisten, die vielfach auf ausländische Legionäre zurückgreifen. 2015/16 belegten die „Pustii lui Hagi“ (Hagis Kinder) den fünften Platz und qualifizierten sich für die UEFA Europa League. Viitoruls sportliche Entwicklung gipfelte in der Folgesaison (2016/17) mit dem sensationellen Gewinn der rumänischen Meisterschaft, wobei das Durchschnittsalter der Spieler 23,8 Jahre betrug. 2019 gewannen sie sowohl den nationalen Pokal (2:1 gegen Astra Giurgiu) als auch den Supercup (1:0 gegen CFR Cluj). Nach einer schwachen Vorbereitung trat Hagi am 3. August 2020, noch vor Beginn der Saison 2020/21, als Viitorul-Trainer zurück, blieb jedoch weiter Eigentümer. Am 21. Juni 2021 verkündeten Gheorghe Hagi, Gheorghe Popescu (Viitorul-Präsident) und Ciprian Marica (Eigentümer Farul Constanța) in einer Pressekonferenz die Fusion der beiden Klubs Viitorul und Farul. Dieser firmiert seitdem unter dem Namen FCV Farul Constanța und nahm den Erstliga-Startplatz ein. Die Mannschaft trägt ihre Heimspiele im Stadionul Viitorul mit einem Fassungsvermögen von 4.554 Zuschauern aus. Hagi ist mit 79,9 Prozent weiterhin Mehrheitseigentümer des Klubs und übernahm vor Beginn der Saison 2021/22 auch wieder den Posten als Cheftrainer. Bereits in der folgenden Spielzeit (2022/23) gewann Farul souverän den rumänischen Meistertitel, und wiederum stammt ein Großteil der Mannschaft, wie z. B. Tudor Băluță und Louis Munteanu, aus der Academia.
Hagi erhielt dreimal die Auszeichnung als Rumäniens Trainer des Jahres (2015, 2017, 2023).

## Sonstiges
Hagi war von 1990 bis 1991 in erster Ehe mit Leni Celnicu verheiratet. 1995 heiratete er Marilena Vlahhei und hat mit ihr zwei Kinder: Kira (* 1996), die als Schauspielerin arbeitet, und Ianis (* 1998), der ebenfalls Fußballprofi ist und 2018 sein erstes Länderspiel für Rumänien bestritt.
Mit einem geschätzten Privatvermögen von 35 bis 40 Millionen US-Dollar gilt Hagi als reichster Sportler seines Heimatlandes. Darüber hinaus ist er seit 2004 Eigentümer des Vier-Sterne-Hotels Iaki in Mamaia, einem Touristenzentrum am Schwarzen Meer.
Hagi ist UNICEF-Botschafter (seit 2008) und Ehrenbürger der Stadt Constanța.

## Erfolge und Auszeichnungen

### Vereine
- Rumänischer Meister (3): 1986/87, 1987/88, 1988/89
- Rumänischer Pokalsieger (3): 1987, 1988, 1989
- UEFA Super Cup (2): 1986, 2000
- Supercopa de España (2): 1990, 1994
- Türkischer Meister (4): 1996/97, 1997/98, 1998/99, 1999/00
- Türkischer Pokalsieger (2): 1999, 2000
- Türkischer Supercup (3): 1996, 1997, 1998
- UEFA-Pokal: 2000

### Persönlich
- Rumäniens Fußballer des Jahres (7): 1985, 1987, 1993, 1994, 1997, 1999, 2000
- Torschützenkönig der Divizia A: 1984/85 (20 Tore), 1985/86 (31 Tore)
- Torschützenkönig des Europapokals der Landesmeister: 1988 (4 Tore)
- FIFA-Allstar-Team: 1994
- Rumäniens Fußballer des Jahrhunderts
- UEFA Golden Jubilee Poll: Platz 28
- Mitglied der FIFA 100
- Golden Foot-Legende

### Als Trainer
- Türkischer Pokalsieger: 2005
- Rumänischer Meister (2): 2016/17, 2022/23
- Rumänischer Pokalsieger: 2019
- Rumänischer Supercup-Sieger: 2019
- Rumäniens Trainer des Jahres (3): 2015, 2017, 2023

## Saisonstatistik
| Verein               | Liga             | Saison          | Liga   | Liga | Nat. Pokal | Nat. Pokal | Europapokal | Europapokal | Andere | Andere | Gesamt | Gesamt |
| Verein               | Liga             | Saison          | Spiele | Tore | Spiele     | Tore       | Spiele      | Tore        | Spiele | Tore   | Spiele | Tore   |
| -------------------- | ---------------- | --------------- | ------ | ---- | ---------- | ---------- | ----------- | ----------- | ------ | ------ | ------ | ------ |
| Farul Constanța      | Divizia A        | 1982/83         | 18     | 7    | -          | -          | -           | -           | -      | -      | 18     | 7      |
| Gesamt               | Gesamt           | Gesamt          | 18     | 7    | -          | -          | -           | -           | -      | -      | 18     | 7      |
| Sportul Studențesc   | Divizia A        | 1983/84         | 30     | 2    | -          | -          | 2           | 0           | -      | -      | 32     | 2      |
| Sportul Studențesc   | Divizia A        | 1984/85         | 30     | 20   | -          | -          | 2           | 0           | -      | -      | 32     | 20     |
| Sportul Studențesc   | Divizia A        | 1985/86         | 31     | 31   | -          | -          | 2           | 3           | -      | -      | 33     | 34     |
| Sportul Studențesc   | Divizia A        | 1986/87         | 16     | 5    | -          | -          | 4           | 1           | -      | -      | 20     | 6      |
| Gesamt               | Gesamt           | Gesamt          | 107    | 58   | -          | -          | 10          | 4           | -      | -      | 117    | 62     |
| Steaua Bukarest      | Divizia A        | 1986/87         | 14     | 10   | -          | -          | 1           | 1           | -      | -      | 15     | 11     |
| Steaua Bukarest      | Divizia A        | 1987/88         | 31     | 25   | -          | -          | 8           | 4           | -      | -      | 39     | 29     |
| Steaua Bukarest      | Divizia A        | 1988/89         | 30     | 31   | -          | -          | 9           | 6           | -      | -      | 39     | 37     |
| Steaua Bukarest      | Divizia A        | 1989/90         | 22     | 10   | -          | -          | 3           | 1           | -      | -      | 25     | 11     |
| Gesamt               | Gesamt           | Gesamt          | 97     | 76   | -          | -          | 21          | 12          | -      | -      | 118    | 88     |
| Real Madrid          | Primera División | 1990/91         | 28     | 3    | -          | -          | 4           | 0           | 1      | 0      | 33     | 3      |
| Real Madrid          | Primera División | 1991/92         | 35     | 12   | 5          | 1          | 10          | 3           | -      | -      | 50     | 16     |
| Gesamt               | Gesamt           | Gesamt          | 63     | 15   | 5          | 1          | 14          | 3           | 1      | 0      | 83     | 19     |
| Brescia Calcio       | Serie A          | 1992/93         | 31     | 5    | -          | -          | -           | -           | -      | -      | 31     | 5      |
| Brescia Calcio       | Serie B          | 1993/94         | 30     | 9    | -          | -          | -           | -           | -      | -      | 30     | 9      |
| Gesamt               | Gesamt           | Gesamt          | 61     | 14   | -          | -          | -           | -           | -      | -      | 61     | 14     |
| FC Barcelona         | Primera División | 1994/95         | 17     | 4    | 2          | 1          | 2           | 0           | 2      | 0      | 23     | 5      |
| FC Barcelona         | Primera División | 1995/96         | 19     | 3    | 4          | 0          | 5           | 3           | -      | -      | 28     | 6      |
| Gesamt               | Gesamt           | Gesamt          | 36     | 7    | 6          | 1          | 7           | 3           | 2      | 0      | 51     | 11     |
| Galatasaray Istanbul | Süper Lig        | 1996/97         | 30     | 14   | 1          | 2          | 3           | 1           | 2      | 0      | 36     | 17     |
| Galatasaray Istanbul | Süper Lig        | 1997/98         | 30     | 8    | 6          | 0          | 6           | 0           | -      | -      | 42     | 8      |
| Galatasaray Istanbul | Süper Lig        | 1998/99         | 28     | 14   | 4          | 1          | 8           | 3           | -      | -      | 40     | 18     |
| Galatasaray Istanbul | Süper Lig        | 1999/00         | 19     | 12   | 3          | 1          | 15          | 4           | -      | -      | 37     | 17     |
| Galatasaray Istanbul | Süper Lig        | 2000/01         | 25     | 11   | 1          | 0          | 11          | 2           | -      | -      | 37     | 13     |
| Gesamt               | Gesamt           | Gesamt          | 132    | 59   | 15         | 4          | 43          | 10          | 2      | 0      | 192    | 73     |
| Karriere Gesamt      | Karriere Gesamt  | Karriere Gesamt | 514    | 236  | 26         | 6          | 95          | 32          | 5      | 0      | 640    | 274    |